# Bernadette Sanou Dao
Bernadette Sanou Dao también conocida como Bernadette Dao o Bernadette Dao Sanou, (Baguinda, Bamako, 25 de febrero de 1952) es una escritora, profesora y política burkinesa.  Considera la primera poetisa del país y la segunda mujer que publicó una novela, la primera fue Monique Ilboudo con Le Mal de Peau, 1990. Fue ministra de Cultura entre 1986-1987 durante el mandato de Thomas Sankara y en 1999 Ministra de Integración Regional.

## Biografía
Nació en Bamako, entonces Sudán Francés. Cuando tenía 11 años, su familia se trasladó de Malí a Burkina Faso (entonces Alto Volta). Estudió en el Notre Dame de Kolog-Naba College de Uagadugú y obtuvo el título de bachillerato en 1972. En Dakar, en la  Universidad Cheikh-Anta-Diop estudió literatura y lingüística (DEA en lingüística) y más tarde en Estados Unidos, en la Universidad de Ohio realizó una maestría en lingüística africana y en Francia estudió en CREDIF.
En 1986, trabajó en el Instituto Nacional de Alfabetización (INA) y ese mismo año, en septiembre de 1986 fue la primera mujer que asumió el Ministerio de Cultura de Burkina Faso hasta  agosto de 1987, Después, Directora del IPB. 
En 1986-1987, fue la primera ministra de Cultura de Burkina Faso, cargo creado bajo la presidencia de Thomas Sankara. Tras el golpe de Estado contra Sankara, además de su trabajo en el Instituto Pedagógico, se dedicó a asociaciones para la protección de mujeres y niños, fundando en 1988 UNTENI (Asociación para la supervivencia, protección y desarrollo del niño) y en 1991 el GUIMBI (fondo mutuo para mujeres). Desde 1996 ocupó diversos cargos (miembro del Consejo Superior de Información ; Ministra de Integración Regional en 1999 ; Directora de la Oficina Nacional de Turismo de Burkina Faso).
Fue profesora de francés, responsable del departamento de lingüística aplicada y más tarde directora hasta su jubilación en 2012 del Instituto de Pedagogía de Burkina colaborando en la elaboración de varios manuales escolares en jula y en francés. 
Bernadette Sanou Dao escribe poesía, cuentos y novela; publicó un libro infantil bajo el seudónimo de Mâh Dao. Ganó el premio Jean-Cocteau de poesía en 1995 por su colección Quote-part et Symphonie  .

## Obra literaria
En 1988 publica su primer libro de poesía titulado "Partutition" un título que evoca la experiencia particular del dolor. El dolor de las mujeres al mismo tiempo que el dolor de toda una sociedad que de manera cotidiana mantiene la lucha cotidiana por la supervivencia.
Una de sus obras más conocidas es La dernière épouse, (La última esposa) un relato que emplea un griotte (cuento) tradicional en el que explora las relaciones maritales y las dificultades que a menudo presentan para las mujeres, la infidelidad tanto de hombres como de mujeres, la maldad de los seres humanos; y el trágico impacto de la enfermedad venerable en la víctima, su familia y amigos. Con una voz cargada de humor e ironía, expone los deseos más secretos de los personajes desde la perspectiva de quien tiene un conocimiento íntimo de cada persona. Al hacerlo, Sanou cuestiona las estructuras sociales que a menudo silencian a las mujeres y marginan la importancia de su conocimiento.

## Publoicacopmes

### Novelas
- La dernière épouse, Abiyán, EDILIS, 1997, 128 p. ISBN 2-909238-64-4 ; réunit neuf nouvelles : Un garçon pour Malick ; Le fils de l'abbé Banbaga Jean-Baptiste ; Hommes tout-puissants ; L'amant de Josette ; Rue de l'hôpital ; Sacrée mère Zizanie ; Un albinos pour le trône ; La dernière épouse ; Tony le rêve;[1][7] 2e édition, Abiyán, EDILIS, 2001.
- La femme de diable & autres histoires, Ouagadougou, Découvertes du Burkina, 2003.
- Avance, mon peuple et autres nouvelles du Burkina Faso, Ouagadougou, Découvertes du Burkina, 2005, 233 p. ISBN 2-915991-02-2.
- Le charme rompu, Abiyán, Vallesse Éditions, 2014.

### Poesía
- Parturition (Vaines douleurs-fureur vaine), dans le recueil Poésie, Ouagadougou, Ministère de la Culture, Imprimerie Presses Africaines, 1988, p. 5-38.[8]
- Émeraudes, dans le recueil Poésie pour enfants, Ouagadougou, Ministère de la Culture, Imprimerie Presses Africaines, 1987, p. 5-20.
- Symphonie (Soie et Soleil), Ouagadougou, Imprimerie Nouvelle du Centre, 1992.
- Quote-Part, poésie, Ouagadougou, Imprimerie Nouvelle du Centre, 1992. Le poème « Une femme comme il faut » est particulièrement remarqué,[9]
- Quote-part et Symphonie, París, Nouvelle Pléiade, 1995, 58 p. ISBN 2-84185-030-7.

Su poema “Una visita vergonzosa” inspiró el cortometraje de 2015 “Alguien en la puerta” de la realizadora  burkinesa Habibou Zoungrana.

### Libros infantiles
- La Crèche du petit Mohammed, Abiyán, CEDA/ Hurterbise, 2002, collection « Lire au présent » ; réédition : Vanves, Édicef, 2012, 32 p. illustré par Audrey Gessat ISBN 978-2-7531-0549-2.[11]